# Hon'inbō

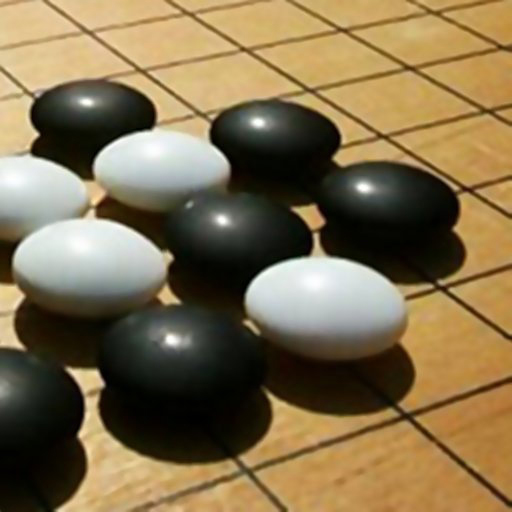
Tablero de go (igo) con piedras.

La escuela Hon'inbō (本因坊) fue una de las cuatro escuelas más importantes de Go en Japón. Fundada en 1612, la escuela Honinbō sobrevivió hasta 1940. Desde que cerró la escuela, el título Hon'inbō pasó a utilizarse para nombrar al campeón del Torneo Hon'inbō, que es actualmente un acontecimiento anual que se celebra en honor de la legendaria escuela.

## Directores de la escuela Honinbō
1. Sansa (1612 - 23)
2. Sanetsu (1630 - 58)
3. Doetsu (1658 - 77)
4. Dōsaku (1677 - 1702)
5. Dochi (1702 - 27)
6. Chihaku (1727 - 33)
7. Shuhaku (1733 - 41)
8. Hakugen (1741 - 54)
9. Satsugen (1754 - 88)
10. Retsugen (1788 - 1808)
11. Genjō (1809 - 27)
12. Jōwa (1827 - 39)
13. Josaku (1839 - 47)
14. Shuwa (1847 - 73)
15. Shuetsu (1873 - 79)
16. Shugen (1879 - 84)
17. Shuei (1884 - 86)
18. Shuho (1886)
19. Shuei (1887 - 1907)
20. Shugen (1907 - 08)
21. Shūsai (1908 - 1940)

Otro miembro importante fue Honinbō Shūsaku (1829 - 1862), quien iba a heredar la dirección de la escuela, pero antes de ello murió de cólera.
Los tres "santos del go" (o Kisei) se formaron en esta escuela - Dōsaku, Shūsaku y Jōwa. Muchos de los que tienen el título Meijin (que se ofrece a un jugador reconocido por todos como el más fuerte) también fueron de esta casa.